# Тврђава Словац
Остаци тврђаве Словац се налазе у близини истоименог села, на левој обали Колубаре, источно од Ваљева. Утврђење се још и назива Јеринин град, назив који је српски народ давао старим градинама и рушевинама непознатог порекла повезујући га са легендом о проклетој Јерини и њеном зидању Смедерева.
Ово утврђење су први пут забележили истраживачи Феликс Каниц и Милан Ђ. Милићевић у другој половини 19. века и предпоставља се да се ради о мањем утврђењу са почетка османске доминације и да није имало никакав посебан значај.
Утврђење у основи има изглед неправилног четвороугла димензија 70 метара са 60 метара, зидовима дебљине и до три метара и четири делимично очуване куле.
Данас је утврђење зарасло у бујну вегетацију и никаква истраживања нису рађена на овом локалитету.